# Ferrovia Holborn Viaduct-Herne Hill
La ferrovia Holborn Viaduct-Herne Hill è una linea ferroviaria che unisce la Città di Londra a Herne Hill, nel borgo londinese di Lambeth. Dopo la chiusura della stazione di Holborn Viaduct, la linea è stata deviata verso il portale meridionale della galleria di Snow Hill; da qui, si raggiungono le Widened City Lines per St. Pancras e Kentish Town.

## Caratteristiche

### Percorso
|  |  | Unknown route-map component "exKBHFa" |

|  | Unknown route-map component "LCONTg" | Unknown route-map component "exSTR" |  |

|  | Unknown route-map component "eABZLgl" | Unknown route-map component "exABZg+r" |  |

|  | Unknown route-map component "LSTR" | Unknown route-map component "exSTR" |  |

|  | Unknown route-map component "bSHI2+rxl" |

|  | Unknown route-map component "eHST" |

|  |  | Unknown route-map component "utCONTgq" | Unknown route-map component "utSTRq" + Unknown route-map component "xABZgl" | Unknown route-map component "utSTRq" + Unknown route-map component "KRW+r" | Unknown route-map component "utHSTq" | Unknown route-map component "utCONTfq" |

|  |  | Transverse water | Transverse water + Unknown route-map component "exhSTRae" | Transverse water + Unknown route-map component "hHSTae" | Transverse water |  |

|  | Unknown route-map component "xABZg+l" | Unknown route-map component "KRWr" |

|  | Unknown route-map component "eHST" |

| Unknown route-map component "CONTgq" | Unknown route-map component "KRZol" | Unknown route-map component "CONTfq" |

|  | Unknown route-map component "eHST" |

|  | Stop on track |

|  | Unknown route-map component "eHST" |

|  | Unknown route-map component "eHST" |

| Unknown route-map component "STR+l" | Unknown route-map component "ABZglr" | Unknown route-map component "STR+r" |

| Unknown route-map component "XPLTaq" + Unknown route-map component "eHST" | Unknown route-map component "XPLTq" + Stop on track | Unknown route-map component "XPLTeq" + Unknown route-map component "eHST" |

| Unknown route-map component "CONTgq" | Unknown route-map component "ABZqr" | Unknown route-map component "KRZo" | Unknown route-map component "ABZql" | Unknown route-map component "CONTfq" |

| Unknown route-map component "CONTgq" | Transverse track | Unknown route-map component "KRZo" | Transverse track | Unknown route-map component "CONTfq" |

|  | Unknown route-map component "eDST" |

| Unknown route-map component "CONTgq" | Unknown route-map component "ABZg+r" |  |

|  | Stop on track |

|  | Unknown route-map component "ABZgl" | Unknown route-map component "CONTfq" |

|  | Continuation forward |

|  | Unknown route-map component "tCONTg" |

| Unknown route-map component "d" | Unknown route-map component "d" + Unknown route-map component "tSTR" | + Unknown route-map component "utCONTg" |  |

| + Unknown route-map component "tCONTgq" | Unknown route-map component "d" + Unknown route-map component "mtvBHF" | + Unknown route-map component "tCONTfaq" | + Unknown route-map component "tCONTfq" |

| Unknown route-map component "d" | Unknown route-map component "d" + Unknown route-map component "tSTR" | + Unknown route-map component "utCONTl+g" |  |

|  | Unknown route-map component "extABZl+l" + Unknown route-map component "tSTR" | Unknown route-map component "extCONTfq" |  |

| Unknown route-map component "tKDSTaq" | Unknown route-map component "tABZg+r" |  |  |

|  | Unknown route-map component "etHST" |

|  | Unknown route-map component "tHST" |

|  | Unknown route-map component "tSTR" | Unknown route-map component "exLCONTg" |  |

|  | Unknown route-map component "exLKRWl" + Unknown route-map component "tSTR" | Unknown route-map component "exLABZg+r" |  |

|  | Unknown route-map component "tSTRe" | Unknown route-map component "exLSTR" |  |

|  |  | Unknown route-map component "bSHI2+rxl" |

|  |  | Unknown route-map component "eHST" |

|  |  | Continuation forward |

|  | Continuation backward |

| Unknown route-map component "CONTgq" | Unknown route-map component "ABZg+r" |  |

|  | Stop on track |

|  | Unknown route-map component "ABZgl" | Unknown route-map component "CONTfq" |

|  | Straight track |

|  | Unknown route-map component "ABZg+l" | Unknown route-map component "CONTfq" |

|  | Stop on track |

| Unknown route-map component "CONTgq" | Unknown route-map component "KRZulr" | Unknown route-map component "CONTfq" |

|  | Continuation forward |

#### Galleria di Snow Hill
La galleria di Snow Hill è una galleria ferroviaria lunga 885 metri, posta lungo una diramazione della ferrovia Holborn Viaduct-Herne Hill, che attraversa l'area occidentale della Città di Londra, sotto il quartiere di Smithfield.
La galleria è stata costruito dalla compagnia London, Chatham & Dover Railway per collegare la sua linea da Herne Hill alla recentemente inaugurata Metropolitan Railway e alle Widened City Lines. Costruita con il metodo cut-and-cover, essa infatti si dipanava da queste ultime, a sud della stazione di Farringdon. Il tunnel di Snow Hill avrebbe quindi costituito il collegamento cruciale dell'unico percorso ferroviario nord-sud attraverso il centro di Londra, consentendo a diverse compagnie ferroviarie della linea principale di effettuare servizi passeggeri e merci attraverso Londra. Il 1º gennaio 1866 segna il giorno d'apertura dell'opera.
Nel 1871 è stato aperto un ulteriore tunnel verso est, che si collegava ai binari della Metropolitan Railway, consentendo ai treni provenienti da sud di servire anche le stazioni di Aldersgate (oggi Barbican) e Moorgate Street (oggi Moorgate). La curva verso est si collegava anche a un esteso scalo merci della Great Western Railway sotto il mercato di Smithfield; oggi su quest'area sorge un parcheggio. La curva di Smithfield, che aveva un raggio molto stretto e non poteva essere utilizzata da tutti i tipi di carrelli, è stata chiusa nel 1916. Neanche lo scalo merci è più in uso, così come non lo sono più quelli delle società Great Northern Railway, Midland Railway e Metropolitan Railway, tutti situati nelle vicinanze.

Una stazione, chiamata anch'essa Snow Hill, è stata aperta all'interno del tunnel nel 1874, al fine di fornire un interscambio con l'adiacente capolinea della London, Chatham & Dover Railway a Holborn Viaduct.
La stazione di Snow Hill è stata chiusa nel 1916; contestualmente a questa chiusura il traffico passeggeri all'interno della galleria è stato sospeso e, fino alla fine degli anni Sessanta, la galleria veniva percorsa solo da treni merce. Tutti i treni provenienti da sud, così, terminavano a Holborn Viaduct.
I binari sono stati rimossi nel 1971 e il tunnel è rimasto abbandonato per quindici anni fino a quando, nel 1986, sono iniziati i lavori per rimettere in funzione la tratta nord-sud come parte del Progetto Thameslink. I nuovi binari sono stati posati nel 1988 e i servizi sono stati riattivati nel 1990. Contestualmente ai lavori di riattivazione della galleria, sono stati portati avanti i lavori di costruzione della stazione di City Thameslink (originariamente chiamata St Paul's Thameslink), che sorge circa a metà del tunnel.

L'estremità meridionale della galleria era originariamente adiacente alla stazione di Holborn Viaduct, con i treni che viaggiavano su un viadotto tra questa e Blackfriars. Nell'ambito dei lavori del Progetto Thameslink, il viadotto è stato demolito e sostituito con una nuova sezione che corre in galleria fino a poco prima di Blackfriars; per garantire lo spazio libero per il nuovo tunnel sottostante, il livello stradale all'estremità occidentale di Ludgate Hill e nell'adiacente incrocio di Ludgate Circus era stato innalzato di diversi metri.

### Traffico
La linea è percorsa dai treni del servizio Thameslink, operati dalla società Govia Thameslink Railway. Nella tratta a nord di Blackfriars convergono tutte le linee del servizio; questa tratta, infatti è nota anche come Thameslink core.
In orario di punta, Blackfriars viene servita anche da servizi addizionali gestiti dalla società Southeastern.